# Xiangdong
Der Stadtbezirk Xiangdong (chinesisch 湘东区, Pinyin Xiāngdōng Qū) ist ein Stadtbezirk in der chinesischen Provinz Jiangxi. Er gehört zum Verwaltungsgebiet der bezirksfreien Stadt Pingxiang. Der Stadtbezirk hat eine Fläche von 858,8 km² und zählt 358.990 Einwohner (Stand: Zensus 2010).

## Administrative Gliederung
Auf Gemeindeebene setzt sich der Stadtbezirk aus einem Straßenviertel, acht Großgemeinden und zwei Gemeinden zusammen. 